# Урочасване
Урочасване или лоши очи е широко разпространено сред много народи суеверие за вредния ефект от погледа на някои хора, или изобщо погледа при определени обстоятелства. Предполага се, че от лошо око хората и животните се разболяват, дърветата съхнат, нещата се провалят без видима причина. За особено пагубно се смята урочасване по време на раждане или сватба, затова булките носят воал или на младоженците се намята рибарска мрежа, а родилките се крият при раждане.
В диагностичния и статистически наръчник за психични разстройства (четвърто преработено издание, DSM-IV-TR), лошото око се причислява към културно обусловените синдроми, често срещани в средиземноморската и други култури по света. Характерни симптоми на урочасано дете: плач без видима причина, прекъснат сън, диария, повръщане и треска при деца (понякога тези симптоми засягат и възрастните хора).
Подобно на други суеверия вярата в злото е често срещана проява на магическо мислене. Имената на това суеверие имат сходна етимология при различните народи (malocchio, entsehen и др.), въпреки че има и изключения (англ. jinx).
В основата на това суеверие е примитивната демонология, тоест вярата в присъствието на демонична сила у всеки човек, както и в някои неясни реални явления (внушение, хипнотизъм). В германските саги се разказва, че човек с дебели срастнали вежди можел да убие врага си с поглед: демонът излитал от веждите му под формата на пеперуда и причинявал смърт.
В японската митология подобна концепция се нарича икире.
За урочасването се вярва, че е израз на духовната енергия на очите, когато носителят им е изпълнен със злоба; именно тя предизвиква ефекта, познат като уроки. От древни времена се вярва, че очите са мъжки, проникващ, агресивен принцип, а за ушите се смята, че са женски, възприемащ принцип. В източните култури хората избягват да употребяват похвали и ласкателства. Вместо това те подаряват нещо, което имат, но което предизвиква възхищение, с цел да не пораждат завист у другите.
Уроките възникват, когато човекът, който гледа, е завладян от лоши чувства, като завист, ревност, чувство за притежание или целенасочено злотворство.
Симптомите на урочасването са следните: тъпа болка в главата, възможно е очите да сълзят и човекът да усеща необичайно напрежение в тях. При по-сериозни случаи се появява притъпеност на мисленето, безсилие, умора и разсеяност, както и хронично главоболие. Уроките се смятат за често срещано явление в съвременния свят, причинявано дори от близки хора, може и неумишлено.
В забързаното ежедневие координацията чрез зрението, ориентирането с поглед при придвижване, блъсканицата водят до чувство за погледи, минаващи през хората, или за нетактични оценяващи погледи, пораждащи неприятни чувства.
Според суеверните хора лошият поглед носи опасност да бъдат засегнати от злонамереността на отсрещния човек: те вярват, че съзнателно или несъзнателно човекът с лош поглед може да причини душевно или телесно страдание: безсъние, умора, депресия и дори диария.
За вяра в магичната сила на злите очи се споменава в древногръцки и древноримски текстове.
На очите като прозорец към душата са приписвани много свръхестествени способности. На тяхното магическо въздействие се отдават редица заболявания, чиято причина се търси не в науката, а в областта на магията.
В свое изследване от 1978 г. фолклористът Джон Робъртс открива, че тридесет и шест процента от културите по света вярват в злите очи.
Ритуали за предпазване от уроки: 1) бирена баня, 2) разтривки с босилек, 3) употреба на магически муски, талисмани или амулети.
Религията на маговете огнепоклонници, баенето,леенето на куршум и восък се смятат за силни средства срещу уроки.

## Галерия
- Човек с лошо око. Портрет от И. Репин (1877)
- Назар, турски амулети, предполагаемо предпазващи от злото
- Римска мозайка от Антиохия, изобразяваща множество устройства срещу лоши очи.